# Lanmodez
 Lanmodez  (en bretón Lanvaodez) es una población y comuna francesa, situada en la región de Bretaña, departamento de Côtes-d'Armor, en el distrito de Lannion y cantón de Lézardrieux.

## Demografía
| 447 | 418 | 394 | 392 | 392 | 431 | 420 |
| Para los censos de 1962 a 1999 la población legal corresponde a la población sin duplicidades (Fuente: INSEE [Consultar]) |     |     |     |     |     |     |